# رویال اکسل موکرون
رویال اکسل موکرون (به فرانسوی: Royal Excel Mouscron)، که معمولاً با نام موکرون یا به‌طور خلاصه REM شناخته می‌شود، یک باشگاه فوتبال حرفه‌ای بلژیکی مستقر در موکرون بود که در سال ۲۰۲۲ منحل شد.

## تاریخچه
این تیم با نام رویال موکرون-پروولز در بهار ۲۰۱۰ در نتیجه ادغام دو باشگاه ورشکسته آر. ئی موسکرون و پی‌آرسی پروولز تشکیل شد. نام فعلی آن در تابستان ۲۰۱۶ انتخاب شد. باشگاهی که به تازگی ادغام شده‌است، رویال موکورون-پروولز، تاریخ
پی‌آرسی پروولز را به خود اختصاص داد و ماتریکل شماره ۲۱۶ را دریافت کرد و قرمز و آبی را به عنوان رنگ‌های اصلی خود حفظ کرد.